# 秦征

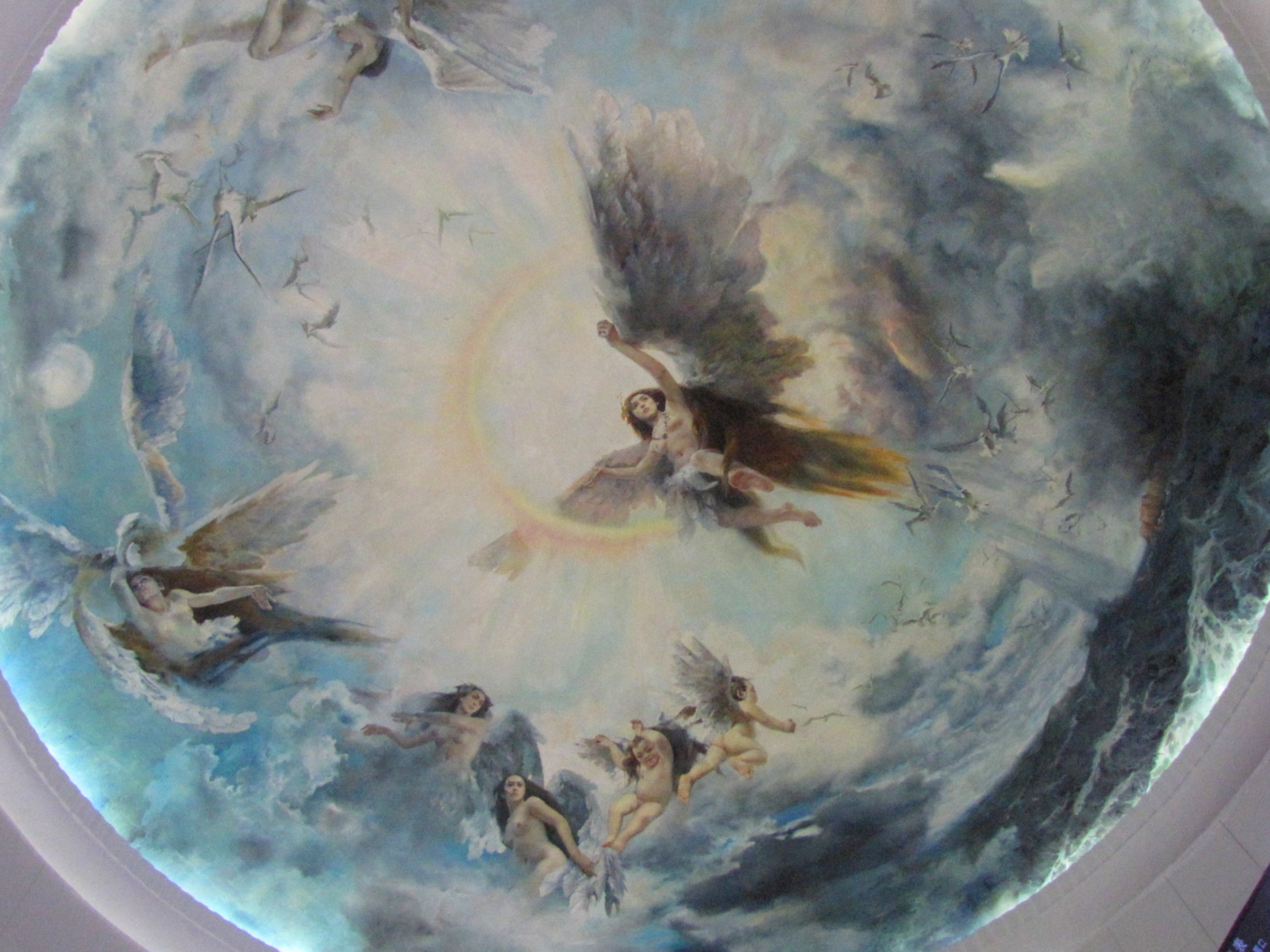
秦征作品、天津站穹顶壁画《精卫填海》

秦征（1924年—2020年11月25日），原名秦玉楷，男，河北行唐人，中国油画家，天津美术学院教授、终身成就奖获得者，中国美术家协会原副主席、顾问。